# Eurylana arcuata
Eurylana arcuata là một loài chân đều trong họ Cirolanidae. Loài này được Hale miêu tả khoa học năm 1925.